# Elo (EP)
Elo é o segundo extended play (EP) da cantora brasileira Lu Andrade, lançado em 5 de janeiro de 2021, sendo o primeiro trabalho lançado comercialmente. O projeto é constituído de 6 faixas, com referências entre o estilo pop e folk.

## Lista de faixas
| Padrão         |                                    |         |  |
| N.º            | Título                             | Duração |  |
| 1.             | "Chuva"                            | 2:59    |  |
| 2.             | "Você e Eu"                        | 2:48    |  |
| 3.             | "Um Dia a Gente Volta a se Cruzar" | 2:28    |  |
| 4.             | "Elo"                              | 3:36    |  |
| 5.             | "Foi Paz"                          | 3:02    |  |
| 6.             | "Eu Nunca Quis Dizer Adeus"        | 3:47    |  |
| Duração total: | Duração total:                     | 19:00   |  |

## Show Virtual Elo
Para divulgar o EP na pandemia da COVID-19, Lu Andrade realizara shows virtuais transmitidos pelo Google Meet, em 14, 21 e 28 de fevereiro de 2021.

### Datas
| Data                    | Transmissão |        |
| Online                  | Online      | Online |
| ----------------------- | ----------- | ------ |
| 14 de fevereiro de 2021 | Google Meet |        |
| 21 de fevereiro de 2021 | Google Meet |        |
| 28 de fevereiro de 2021 | Google Meet |        |